# Terregles House

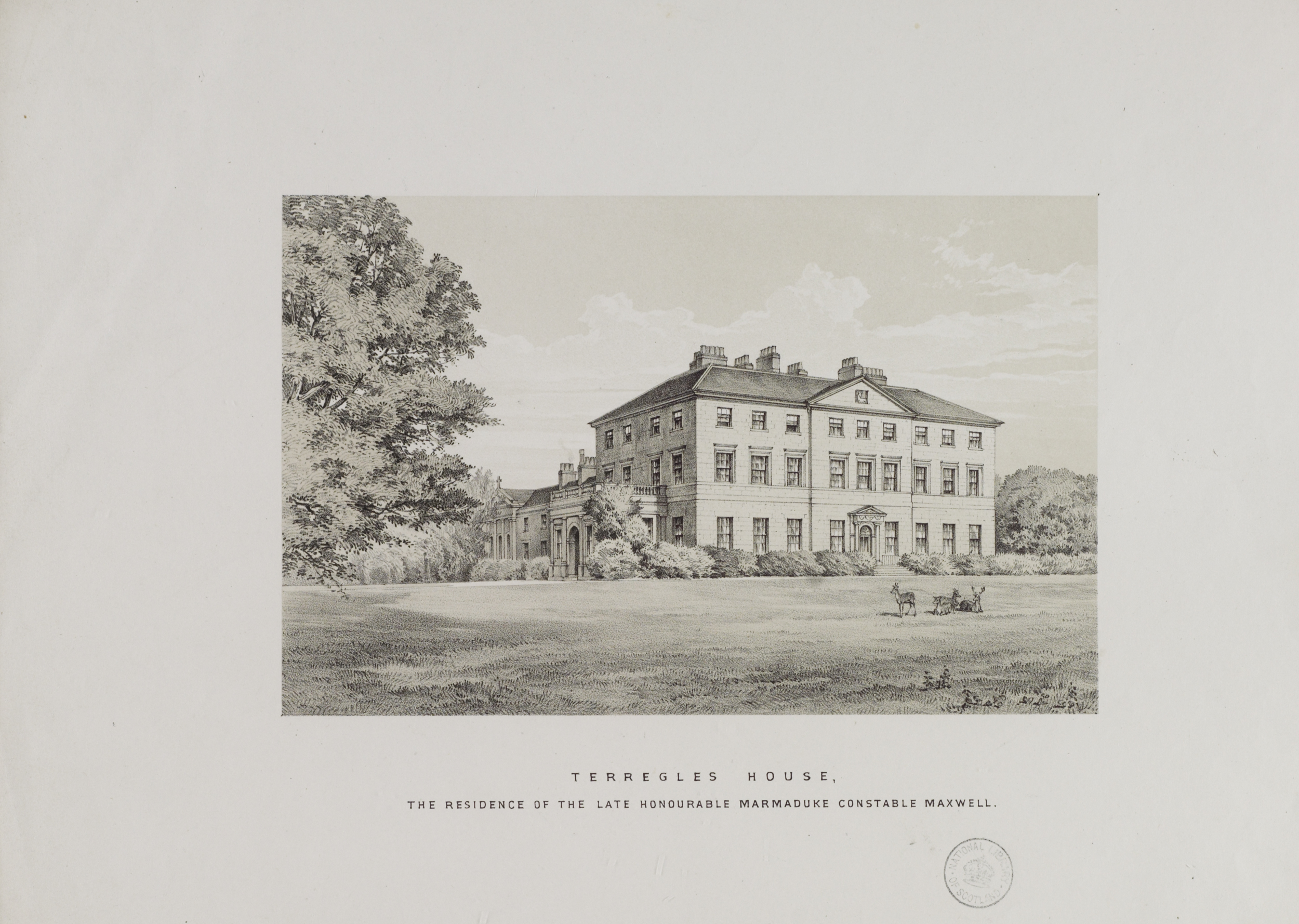
Terregles House

Terregles House war ein Herrenhaus in der schottischen Ortschaft Terregles in der Council Area Dumfries and Galloway. Obschon das Gebäude selbst zwischenzeitlich abgebrochen wurde, wurden die zugehörigen Stallungen 1971 in die schottischen Denkmallisten in der höchsten Denkmalkategorie A aufgenommen.

## Beschreibung
Das Herrenhaus lag inmitten eines weitläufigen Grundstücks am Nordrand von Terregles. Die Keimzelle des Herrenhauses entstand vermutlich Ende der 1780er Jahre, als ein neues Haus in Terregles beschrieben ist. Für die Erweiterung und Ausgestaltung in den 1830er Jahren zeichnet der englische Architekt Robert Smirke verantwortlich. Im Jahre 1956 verheerte ein Brand das Herrenhaus. Es wurde in der Folge 1964 abgebrochen.

## Stallungen
Die Stallungen liegen rund 200 m südlich des ehemaligen Herrenhauses. Sie wurden vermutlich nach einem Entwurf Smirkes um 1831 erbaut. Die klassizistisch gestalteten, einstöckigen Gebäude umschließen einen Innenhof vollständig. Dieser ist durch einen rundbögigen Torweg zugänglich, der im Unterschied zu dem Bruchsteinmauerwerk am restlichen Gebäude aus Quadersteinen aufgebaut ist. Mittel- und Eckrisalite treten an der sieben Achsen weiten Ostseite hervor. Die Flanke ist mit durchgängigem Gebälk und Pilastern gestaltet. Es sind zwölfteilige Sprossenfenster mit abschließenden Gesimsen verbaut. Die Dächer sind mit Schiefer eingedeckt.